# تيرينس وايتهيد
تيرينس وايتهيد (بالإنجليزية: Terrence Whitehead)‏ هو لاعب كرة قدم كندية أمريكي، ولد في 31 مايو 1983 في غاردينا في الولايات المتحدة.